# Karmelitinnenkloster Saint-Rémy
Das Karmelitinnenkloster Saint-Rémy (französisch: Monastère Saint-Élie) ist ein Kloster der Karmelitinnen in Saint-Rémy, Département Côte-d’Or, im Erzbistum Dijon in Frankreich.

## Geschichte
Die 1841 von Kloster Port Royal de Paris nach Besançon gewechselten Nonnen, die sich "Bernardinerinnen vom Heiligsten Sakrament" (Bernardines du Saint Sacrement) nannten, ihrem Kloster den Namen Notre-Dame de la Consolation (Maria Trost) gaben, die 1921 in den Zisterzienserorden der Strengeren Observanz (Trappistinnen) aufgenommen wurden und 1927 das Kloster La Grâce-Dieu bezogen, schickten 1898 auf Wunsch der Mystikerin Édith Royer (1841–1924) acht Schwestern zur Gründung eines Priorats nach Saint-Rémy bei Montbard, wo die Mystikerin ihnen ihr 1741 gebautes Haus überließ und als neunte Schwester in das Kloster eintrat. Der Konvent lebte dort bis 1950. Von 1950 bis 1973 war das Gebäude Noviziat der 1933 von René Voillaume gegründeten Kongregation Kleine Brüder Jesu.
Seit 1974 lebt in dem Gebäude der Karmel des Propheten Elias (Carmel Saint-Élie). Vom Karmelitinnenkloster Nancy (1868–2000) ging 1973 Mutter Marie-Élisabeth de la Trinité (Marie Roussel, 1903–1996), die von 1933 bis 1952 in China und dann als Priorin in Nancy gewirkt hatte, angeregt durch das ökumenische Denken des Zweiten Vatikanischen Konzils, mit drei Schwestern über Nogent-sur-Marne nach Saint-Rémy und richtete dort einen Karmel nach dem Byzantinischen Ritus ein, der 1981 vorläufig und 1986 endgültig genehmigt wurde. Seit 1991 ist die Laien-Bruderschaft Fraternité Saint-Élie angeschlossen, die das Bulletin Mikhtav herausgibt. Auf Einladung von Kardinal Lucian Mureșan, Oberhaupt der mit Rom unierten Rumänischen griechisch-katholischen Kirche, gründete das Kloster 1994 eine Skite im rumänischen Ort Meisterhausen.
Das Kloster (mit reicher Bibliothek) liegt in der Rue du Floquet Nr. 5.